# Л'Анс (Мичиген)
Л'Анс (енгл. LAnse) град је у америчкој савезној држави Мичиген.

## Демографија
По попису из 2010. године број становника је 2.011, што је 96 (-4,6%) становника мање него 2000. године.
| Група             | 2000.         | 2010.         |
| Белци             | 1.916 (90,9%) | 1.769 (88,0%) |
| Афроамериканци    | 2 (0,1%)      | 28 (1,4%)     |
| Азијати           | 4 (0,2%)      | 4 (0,2%)      |
| Хиспаноамериканци | 12 (0,6%)     | 19 (0,9%)     |
| Укупно            | 2.107         | 2.011         |